# Paris-Roubaix 1965
La 63e édition de la course cycliste Paris-Roubaix a eu lieu le 11 avril 1965 et a été remportée par le Belge Rik Van Looy, qui signait alors sa troisième victoire dans cette épreuve.

## Classement final
|    | Cycliste               | Équipe                | Temps           |
| -- | ---------------------- | --------------------- | --------------- |
| 1  | Rik Van Looy           | Solo-Superia          | 6 h 23 min 32 s |
| 2  | Edward Sels            | Solo-Superia          | + 1 min 05 s    |
| 3  | Willy Vannitsen        | Ford France-Gitane    | + 1 min 11 s    |
| 4  | Victor Van Schil       | Mercier-BP-Hutchinson | + 1 min 11 s    |
| 5  | Jos Huysmans           | Dr. Mann-Grundig      | + 1 min 11 s    |
| 6  | Tom Simpson            | Peugeot-BP-Michelin   | + 1 min 11 s    |
| 7  | Vittorio Adorni        | Salvarani             | + 1 min 11 s    |
| 8  | Alfons Hermans         | Lamot-Libertas        | + 1 min 11 s    |
| 9  | Noël Foré              | Flandria-Romeo        | + 1 min 33 s    |
| 10 | Georges Van Coningsloo | Peugeot-BP-Michelin   | + 2 min 13 s    |